# Batalla de las Llanuras de Abraham
La Batalla de las Llanuras de Abraham, también conocida como batalla de Quebec (francés: Bataille des Plaines d'Abraham o Bataille de Québec ; inglés: Battle of the Plains of Abraham o Battle of Quebec), fue una batalla crucial en el teatro norteamericano de la guerra franco-india, como se conoció al episodio norteamericano de la guerra de los Siete Años. El enfrentamiento, que dio comienzo el 12 de septiembre de 1759, se libró entre el ejército y la armada británica y el ejército francés en una meseta justo enfrente de las murallas de la Ciudad de Quebec. La batalla enfrentó a menos de 10 000 efectivos entre los dos bandos, pero resultó ser un momento decisivo en el conflicto entre Francia y Gran Bretaña para dilucidar el destino de Nueva Francia, y que tuvo una influencia decisiva en la posterior creación del Canadá.
La batalla, de menos de una hora de duración, fue la culminación al asedio de tres meses efectuado por los británicos. El comandante británico, el general James Wolfe, rompió con éxito la columna de avance de las tropas francesas y de los milicianos de Nueva Francia a las órdenes de Louis-Joseph de Montcalm. Ambos generales fueron heridos de muerte durante el enfrentamiento; Wolfe murió en el campo de batalla, mientras que Montcalm falleció a la mañana siguiente. Como consecuencia, los ejércitos franceses en Canadá y el resto de América del Norte se encontraron bajo una creciente presión de las fuerzas británicas. Al cabo de cuatro años, casi todas las posesiones francesas en el este de Norteamérica fueron cedidas a Gran Bretaña.

## El asedio a Quebec
Las colonias francesas en el noreste de Norteamérica fueron atacadas por las tropas británicas entre 1758 y 1759 como consecuencia de los últimos episodios de la guerra franco-india. Los británicos vencieron en Louisburg en junio de 1758, pero esa victoria había sido precedida por la derrota de Fort Carillon apenas un mes antes. En agosto, el fuerte Frontenac cayó en manos británicas, lo que hizo que los franceses perdieran sus víveres y provisiones para la campaña del valle del río Ohio. Cuando algunos de los indios aliados de los franceses hicieron la paz con los británicos, Francia se vio obligada a retirar sus tropas. Los líderes franceses, concretamente el gobernador Pierre de Rigaud de Vaudreuil y el general Montcalm, se inquietaron por estos éxitos británicos. Sin embargo, Quebec seguía siendo capaz de defenderse mientras los británicos preparaban un triple ataque para 1759.

Esquema del asedio de Quebec.

Como parte de la ofensiva, el general James Wolfe llegó a Luisburgo en mayo de 1759 para la ofensiva del interior, mientras que otras tropas británicas avanzaron por el lago Champlain y tierra adentro desde el oeste. Wolfe se encontró con una fuerza inferior a la que había previsto; mientras que había esperado doce mil hombres, solamente encontró unos cuatrocientos oficiales, siete mil soldados regulares, trescientos artilleros y una batería de infantería de marina. Las tropas de Wolfe estaban respaldadas por una flota de 49 buques y 140 embarcaciones menores mandadas por el almirante Charles Saunders. Como preparación al acercamiento de la tropa a Quebec, James Cook exploró una gran parte del río San Lorenzo, incluyendo un peligroso canal conocido como The Traverse. El navío de Cook fue a su vez uno de los primeros barcos remontando el río, sondeando el canal y guiando a la flota. Finalmente, Wolfe y sus hombres desembarcaron en la isla de Orleans el 28 de junio. Los franceses intentaron atacar la flota enviando siete brulotes río abajo para interrumpir el desembarco, pero los brulotes hicieron fuego demasiado pronto y los marinos británicos, a bordo de chalupas, pudieron retirar las embarcaciones en llamas y dar vía libre a la flota. Al día siguiente, las tropas de Wolfe desembarcaron en la orilla sur del río en Point Levis, casi enfrente mismo de Quebec; a principios de julio se dispuso en el lugar una batería de artillería para bombardear la parte baja de la ciudad.
A pesar del derrotismo de los líderes franceses, las tropas profesionales francesas y los milicianos de Nueva Francia que defendían la ciudad se centraron en las preparaciones para repeler los ataques británicos en Beauport Shore. Montcalm y su estado mayor, el mayor general François Gaston de Lévis, el coronel Louis Antoine de Bougainville y el teniente coronel de Sennezergue, distribuyeron unos 12 000 efectivos en una serie de reductos fortificados y baterías en una línea de nueve kilómetros desde el río Saint-Charles hasta las cascadas de Montmorency, a lo largo de las zonas poco profundas del río por los que anteriormente los británicos habían intentado cruzar. Antes de la llegada de los británicos, había llegado a Quebec una pequeña flota con barcos de abastecimiento. Estas provisiones, junto con 500 hombres de refuerzo, ayudaron probablemente a soportar el largo asedio.
Wolfe, estudiando el pueblo de Beauport, encontró que las casas habían sido cerradas con barricadas y organizadas para permitir disparar mosquetes desde el interior de las mismas; estaban construidas siguiendo una línea ininterrumpida a lo largo del camino, proporcionando una barrera formidable. Además, una cortina de árboles a lo largo del río Montmorency hacía que fuera peligroso acercarse por esa ruta. El 31 de julio las tropas de Wolfe lanzaron su primer ataque, conocido como batalla de Beauport o de Montmorency. Aproximadamente 3500 hombres, apoyados por un intenso fuego de artillería, intentaron tomar tierra, pero fueron atrapados bajo el fuego enemigo en las playas del río. Los granaderos de Louisburg, que alcanzaron la playa, intentaron realizar una carga, en líneas generales indisciplinada, contra las posiciones francesas, pero quedaron atrapados bajo el intenso fuego enemigo; una tormenta finalizó el combate y permitió a Wolfe retirar sus tropas tras haber sufrido unas 450 bajas en sus filas, por unas 60 entre los hombres de Montcalm.
Algunos de los oficiales franceses creyeron que la derrota en Montmorency sería el último ataque británico; Vaudreuil escribió más tarde que «No tenía más ansiedad por Quebec. Wolfe, te lo aseguro, no progresará... Se sentirá satisfecho habiendo perdido unos quinientos de sus mejores soldados». Predijo otro que otro ataque tendría lugar dentro de unos días. Entre los franceses, otros pensaron que la campaña había terminado.

## Legado de la Llanuras de Abraham

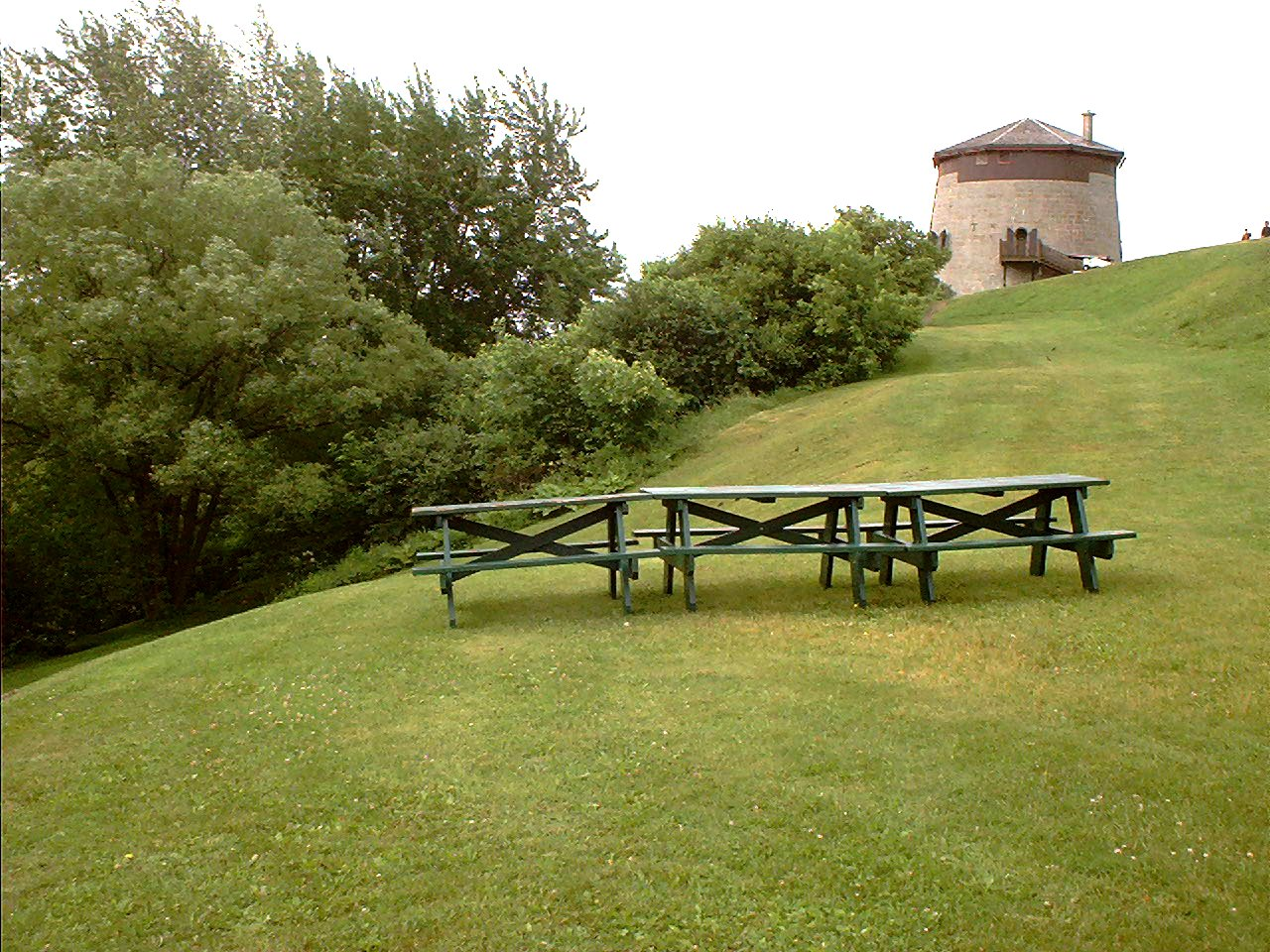
Vista del The Battlefield Park, con mesas de pícnic y la torre Martello.

Hoy en día, mientras que muchas de las playas a lo largo de la base de los acantilados que fueron escalados por los hombres de William Howe la mañana de la batalla han sido adquiridas y ocupadas por industrias, las Llanuras de Abraham propiamente dichas han sido conservadas formando parte de uno de los Parques Nacionales Urbanos de Canadá (National Urban Park). El The Battlefield Park fue creado en 1908 y combina las Llanuras de Abraham con el Parque Des Braves, en la Ciudad de Quebec. En el lugar se construyeron caminos para visitar el parque y un centro interpretativo, y en el parque se llevan a cabo conciertos al aire libre. Hay dos monumentos, uno en el lugar de la batalla de Sainte-Foy y otro dedicado a Wolfe. En 1790, el Agrimensor General de Canadá, el mayor Holland, erigió una marca del meridiano en el sitio donde se dice que murió Wolfe. En 1913, la National Battlefields Commission (Comisión Nacional de Campos de Batalla) colocó una columna idéntica a la que había sido construida en el sitio en 1849. Además, hay también una Cruz de Sacrificio que fue construida en las Llanuras en memoria de los soldados que murieron en la Primera Guerra Mundial;  ésta continúa siendo el lugar donde se celebran las ceremonias del Remembrace Day (Día del Recuerdo).